# 丹波市立青垣中学校
丹波市立青垣中学校（たんばしりつ あおがきちゅうがっこう）は、兵庫県丹波市青垣町小倉にある公立中学校。

## 沿革
- 1961年（昭和36年）4月 - 青垣町立青垣中学校創立。
- 2004年（平成16年）11月 - 氷上郡の合併により、丹波市立青垣中学校となる。
- 2014年（平成24年）4月 - 兵庫県立氷上西高等学校との連携型中高一貫教育を開始[1]

## 部活動

### 運動部
- 野球部
- サッカー部
- 陸上競技部
- ソフトテニス部
- 女子バスケットボール部

### 文化部
- 吹奏楽部
- 創作部

## 校区
- 丹波市立青垣小学校

## 校区が隣接している学校
- 丹波市立市島中学校
- 丹波市立氷上中学校
- 多可町立加美中学校
- 朝来市立生野中学校
- 朝来市立梁瀬中学校
- 京都府福知山市立夜久野中学校
- 京都府福知山市立成和中学校